# Lisovik

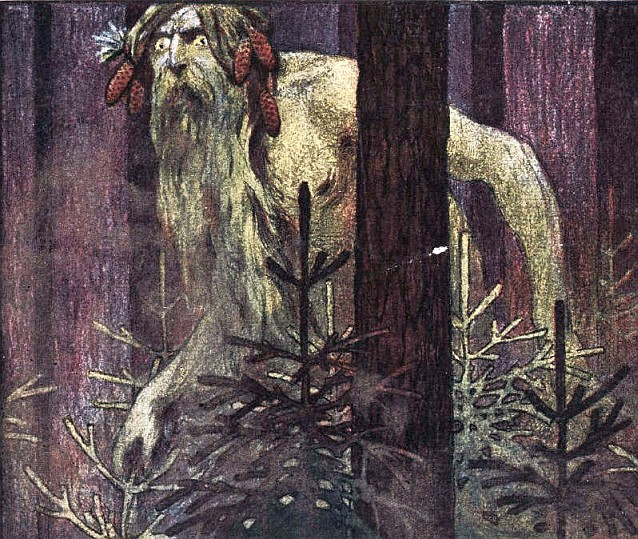
Leshi en una ilustración de 1906.

Lisovik (en ucraniano, лiсовик); leshi (en ruso, леший) es una criatura sobrenatural de la mitología eslava. Vive en un lugar apartado, en el bosque, pero solamente cuando no hace frío. El 17 de octubre se mete bajo la tierra, donde pasa el invierno. Pero antes de caer se endemonia: provoca tormentas, rompe los árboles, echa a los animales de sus madrigueras, etc. Los polacos creen que le gusta posarse en un árbol adoptando forma de lechuza, por eso los campesinos tienen miedo cortar esos árboles. Los cuentos rusos dicen que al lisovik le gusta esconderse en los agujeros de árboles. Al lisovik le encanta silbar, pero cuando hay gente en el bosque prefiere no hacerlo, para no llamar su atención.

## Aspecto exterior
Un lisovik puede visitar a la gente bajo diferentes formas, pero normalmente viene como un hombre muy anciano, o bien como monstruo con piernas y cuernos de macho cabrío (parecido al fauno romano o al sátiro griego). Si está vestido, lleva la ropa al revés y no usa cinturón.

## Carácter y vida
Es el amo de todos los animales que viven en el bosque. Cualquier movimiento de los animales es interpretado como una orden del lisovik. Por ello, los cazadores intentan halagarlo, para que no les moleste al cazar. Su dicho favorito es «he ido, he encontrado, he perdido». Desconcertar a la gente es su travesura favorita. Si el lisovik da una vuelta alrededor de una persona, ésta se desorienta. La única posibilidad de evitar este hechizo es ponerse la ropa al revés hasta llegar a casa. Además, a los lisovik les gusta gritar con voz terrible y silbar, asustando la gente. 
Las leyendas también dicen que un lisovik puede tener familia. Su mujer tiene mucho pelo, y tiene los pechos tan grandes que debe echarlos detrás de los hombros para poder caminar.